# Cannonball (chanson de Lea Michele)
Pour les articles homonymes, voir Cannonball.
Singles de Lea Michele
Garden Weather (2012) Battlefield
(2013)
Cannonball est une chanson de la chanteuse et actrice Lea Michele, tirée de son premier album studio Louder.

## Classement hebdomadaire
| Classement (2013)                       | Meilleure position |
| --------------------------------------- | ------------------ |
| Australie (ARIA)                        | 45                 |
| Belgique (Flandre Ultratop 50 Singles)  | 7                  |
| Belgique (Wallonie Ultratop 50 Singles) | 11                 |
| Canada (Hot 100)                        | 49                 |
| Espagne (PROMUSICAE)                    | 32                 |
| États-Unis (Digital Songs)              | 22                 |
| États-Unis (Hot 100)                    | 75                 |
| États-Unis (Dance Club Songs)           | 18                 |
| France (SNEP)                           | 48                 |
| Irlande (IRMA)                          | 80                 |

## Historique de sortie
| Pays        | Date             | Format                 |
| ----------- | ---------------- | ---------------------- |
| États-Unis  | 10 décembre 2013 | Téléchargement digital |
| Royaume-Uni | 9 mars 2014      | Téléchargement digital |